# Katranița, Smolean
Katranița (în bulgară Катраница) este un sat în comuna Smolean, regiunea Smolean, Bulgaria. 

## Demografie
Componența etnică a satului Katranița
     Bulgari (41,3%)
     Nicio identificare (58,69%)
     Altele (0%)
La recensământul din 2011, populația satului Katranița era de 184 locuitori. Nu există o etnie majoritară, locuitorii fiind  și bulgari (41,3%). Pentru 58,69% din locuitori nu este cunoscută apartenența etnică.